# Chloroselas pseudozeritis
The Brilliant Gem (Chloroselas pseudozeritis) là một loài bướm ngày thuộc họ Bướm xanh. Loài này có ở nam Africa.
Sải cánh dài 20–24 mm đối với con đực và females. Con trưởng thành bay quanh năm with peaks from tháng 9 đến tháng 11 và from tháng 3 đến tháng 5.
Ấu trùng ăn Acacia species và Julbernardia globiflora. The larvae are known to live in tunnels in twigs of Julbernardia globiflora.